# John Sallis
John Sallis (2 de octubre de 1938-18 de febrero de 2025) fue un filósofo estadounidense. Desde 2005, ha ostentado la cátedra de filosofía Frederick J. Adelmann en Boston College. Anteriormente enseñó en las siguientes universidades: Pennsylvania State University (1999-2005), Vanderbilt University (1990-1995), Loyola University of Chicago (1983-1990), Duquesne University (1966-1983) y en la University of the South (1964-1966).

## Educación
Sallis obtuvo un doctorado en filosofía de Tulane University en 1964. Su disertación doctoral se intituló The Concept of World. Además, la Universidad de Friburgo en Brisgovia, Alemania, le otorgó un doctorado honoris causa en 2005.

## Intereses académicos
Sallis es bastante conocido por sus intereses en la imaginación y por sus sopesadas lecturas sobre Platón. Es autor, además, de numerosos trabajos sobre la fenomenología y en torno a autores como Martin Heidegger, Jacques Derrida, Immanuel Kant, Johann Gottlieb Fichte, Georg Wilhelm Friedrich Hegel y Friedrich Nietzsche, entre otras figuras y temas.
Es el editor principal y fundador de la importante revista Research in Phenomenology.

### Obras
- Transfigurements: On the True Sense of Art (2008)
- The Verge of Philosophy (2007)
- Topographies (2006)
- Platonic Legacies (2004)
- On Translation (2002)
- Force of Imagination: The Sense of the Elemental (2000)
- Chorology: On Beginning in Plato's "Timaeus" (1999)
- Shades: Of Painting at the Limit (1998)
- Double Truth (1995)
- Stone (1994)
- Crossings: Nietzsche and the Space of Tragedy (1991)
- Echoes: After Heidegger (1990)
- Spacings—Of Reason and Imagination. In Texts of Kant, Fichte, Hegel (1987)
- Delimitations: Phenomenology and the End of Metaphysics (1986; 2.ª ed. 1995)
- The Gathering of Reason (1980; 2nd. edn. 2005)
- Being and Logos: The Way of Platonic Dialogue (1975; 2.ª ed. 1986; 3.ª ed. Being and Logos: Reading the Platonic Dialogues, 1996)
- Phenomenology and the Return to Beginnings (1973; 2.ª ed. 2002)

### Literatura secundaria
- Kenneth Maly (ed.), The Path of Archaic Thinking: Unfolding the Work of John Sallis (Albany: State University of New York Press, 1995). Incluye contribuciones de Walter Biemel, Peg Birmingham, Walter Brogan, Françoise Dastur, Jacques Derrida, Parvis Emad, Eliane Escoubas, Bernard D. Freydberg, Rodolphe Gasché, Michel Haar, John Llewelyn, Kenneth Maly, Adriaan Peperzak, James Risser, y Charles E. Scott, así como una respuesta de Sallis.